# Thairé
Thairé é uma comuna francesa na região administrativa da Nova Aquitânia, no departamento de Charente-Maritime. Estende-se por uma área de 18,74 km². Em 2010 a comuna tinha 1 750 habitantes (densidade: 93,4 hab./km²).